# Meteoridium
Meteoridium là một chi rêu trong họ Meteoriaceae.